# Campionato mondiale di Formula 1 1961
Il campionato mondiale di Formula 1 1961 organizzato dalla FIA è stato, nella storia della categoria, il 12° ad assegnare il campionato piloti e il 4° ad assegnare il campionato costruttori. È iniziato il 14 maggio ed è terminato l'8 ottobre, dopo 8 gare. La stagione è stata caratterizzata dal duello interno alla Ferrari tra Phil Hill e Wolfgang von Trips, conclusosi tragicamente al Gran Premio d'Italia con la morte del pilota tedesco in seguito ad un drammatico incidente in cui persero la vita anche 14 spettatori. Come diretta conseguenza di questo tragico evento nel campionato piloti la spuntò proprio il pilota statunitense, mentre in quello costruttori vinse la Ferrari.
Dopo vari anni non fa più parte dalla serie di gare valide per il mondiale la 500 Miglia di Indianapolis.

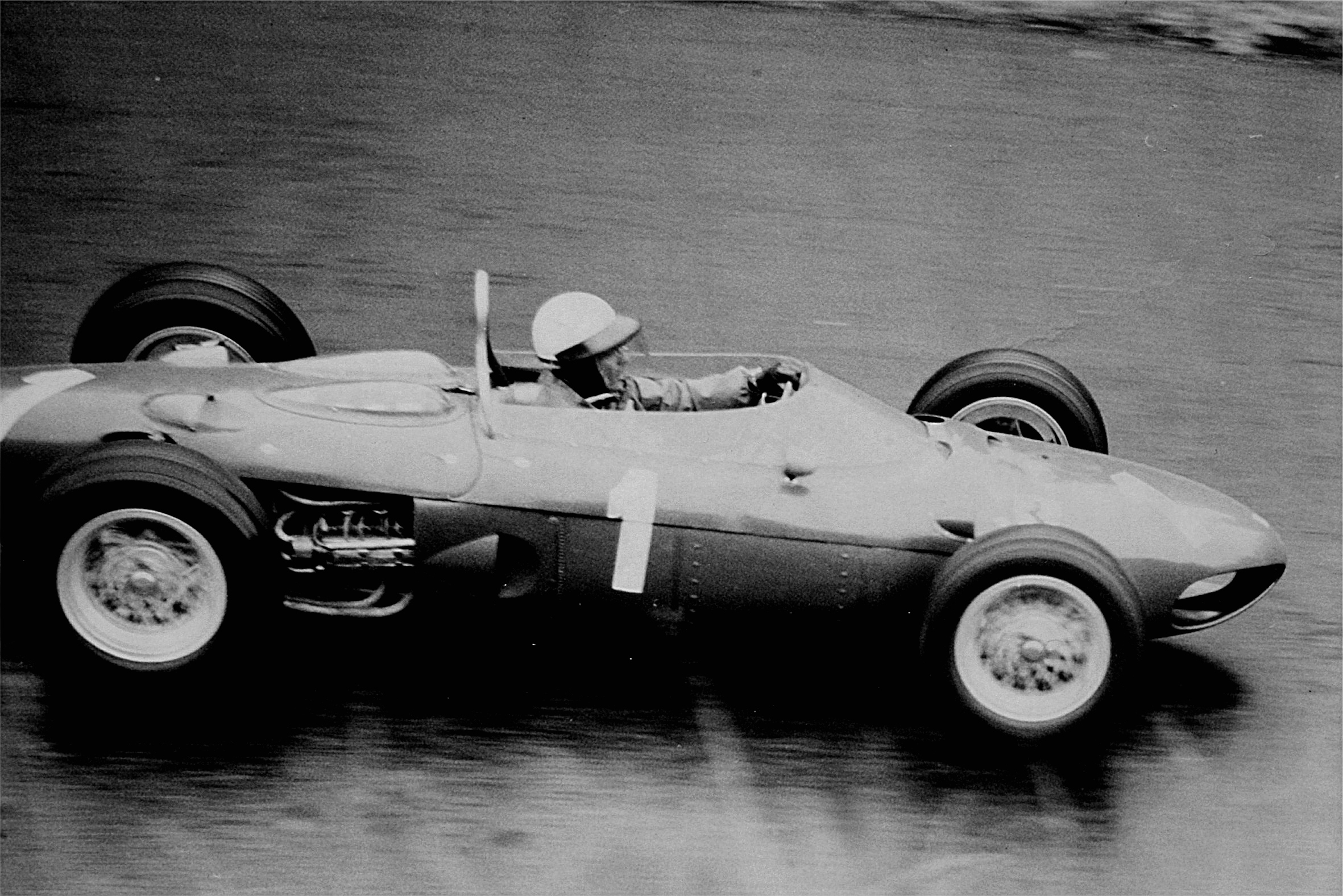
Phil Hill diventa il primo campione del mondo a stelle e strisce. Inoltre, con 3 gare vinte, è l'iridato con meno vittorie in carriera, a pari merito con Mike Hawthorn.

## Regolamento

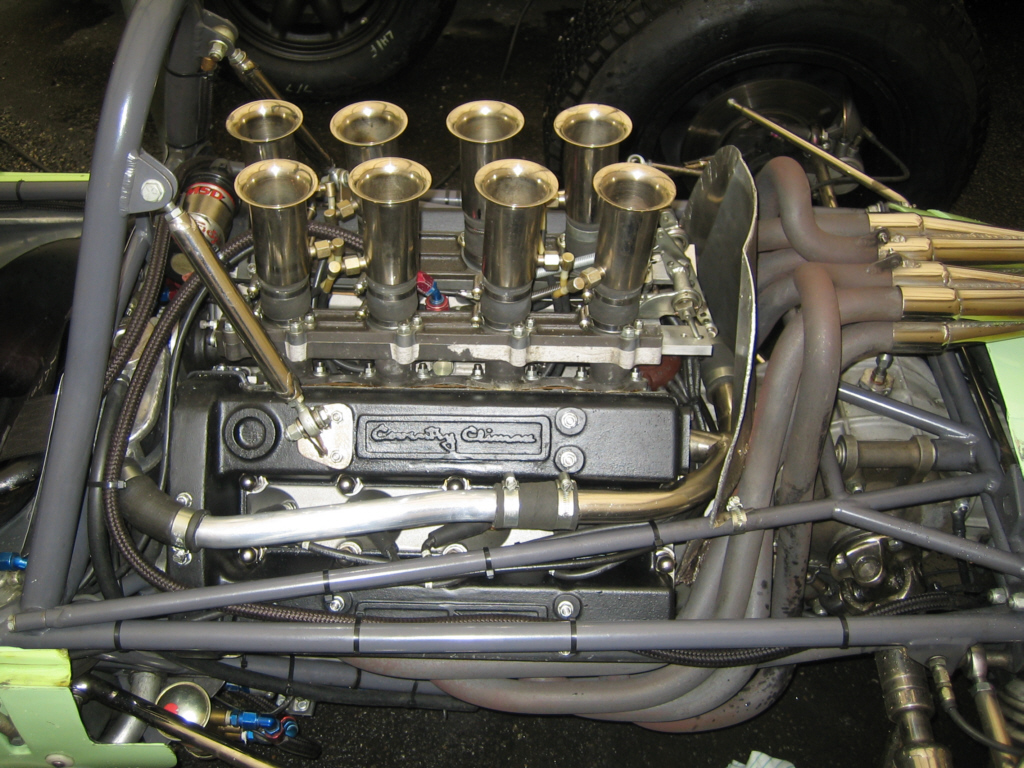
Il motore Coventry Climax FWMV 1500cc V8

La principale novità della stagione 1961 è rappresentata dall'introduzione di un nuovo regolamento tecnico concepito per contenere le prestazioni velocistiche. La cilindrata massima dei motori aspirati viene diminuita da 2.500 a 1.500 cm³ ed è totalmente proibita la sovralimentazione dei propulsori mediante compressori volumetrici o turbocompressori. Inoltre, vengono introdotti il limite di peso minimo, pari a 450 kg, e l'obbligo di utilizzare carburante con numero massimo di 100 ottani e di dotare il veicolo del motorino d'avviamento e della retromarcia.
Per il secondo anno consecutivo viene modificato il sistema di attribuzione dei punti. Al fine di dare un maggiore peso alla vittoria, al primo classificato vengono assegnati 9 punti, contro gli 8 nelle stagioni precedenti.

## Scuderie e piloti
La Scuderia Ferrari, in seguito alle modifiche del regolamento tecnico, sembra la scuderia meglio preparata per affrontare la stagione; il suo trio di piloti composto da Phil Hill, Wolfgang von Trips e Richie Ginther parte dunque con il favore dei pronostici.
La Cooper, dominatrice della stagione precedente, conferma la sua coppia di piloti formata dal campione del mondo Jack Brabham e Bruce McLaren, mentre il Team Lotus affida la nuova Lotus 21 a Innes Ireland e al promettente Jim Clark.
Stirling Moss deve invece accontentarsi della vecchia Lotus 18 del team di Rob Walker.

La BRM, nell'incapacità di produrre un nuovo blocco motore conforme al regolamento, utilizza per la stagione motori Climax e schiera Graham Hill e Tony Brooks che sostituisce Joakim Bonnier, passato alla Porsche.
| Nome Team                  | Costruttore-Motore                    | Numeri                     | Pilota                  |
| -------------------------- | ------------------------------------- | -------------------------- | ----------------------- |
| Owen Racing Organisation   | BRM-Climax                            | 4, 17, 18, 20, 22, 24, 36  | Graham Hill             |
| Owen Racing Organisation   | BRM-Climax                            | 5, 16, 22, 24 ,26, 38      | Tony Brooks             |
| UDT Laystall Racing Team   | Lotus-Climax                          | 16, 32                     | Cliff Allison           |
| UDT Laystall Racing Team   | Lotus-Climax                          | 20, 30, 34                 | Henry Taylor            |
| UDT Laystall Racing Team   | Lotus-Climax                          | 21                         | Olivier Gendebien       |
| UDT Laystall Racing Team   | Lotus-Climax                          | 21, 22                     | Masten Gregory          |
| UDT Laystall Racing Team   | Lotus-Climax                          | 28                         | Juan Manuel Bordeu      |
| UDT Laystall Racing Team   | Lotus-Climax                          | 28, 32                     | Lucien Bianchi          |
| Privato                    | Cooper-Climax                         | 38, 52                     | Bernard Collomb         |
| Camoradi International     | Lotus-Climax & Cooper-Climax          | 14, 17, 36, 42, 44         | Masten Gregory          |
| Camoradi International     | Lotus-Climax & Cooper-Climax          | 18, 30, 38, 44, 50         | Ian Burgess             |
| Cooper Car Company         | Cooper-Climax                         | 1, 2, 10, 12, 24, 28       | Jack Brabham            |
| Cooper Car Company         | Cooper-Climax                         | 2, 4, 11, 12, 14, 26, 30   | Bruce McLaren           |
| Isobele de Tomaso          | De Tomaso-Alfa Romeo                  | 54                         | Roberto Bussinello      |
| Equipe Nationale Belge     | Emeryson-Maserati & Emeryson-Climax   | 10, 12                     | Lucien Bianchi          |
| Equipe Nationale Belge     | Emeryson-Maserati & Emeryson-Climax   | 12                         | Olivier Gendebien       |
| Equipe Nationale Belge     | Emeryson-Maserati & Emeryson-Climax   | 68                         | André Pilette           |
| Equipe Nationale Belge     | Lotus-Climax                          | 10                         | Willy Mairesse          |
| Ecurie Maarsbergen         | Porsche                               | 8, 14, 22, 31, 56, 74      | Carel Godin de Beaufort |
| Ecurie Maarsbergen         | Porsche                               | 9                          | Hans Herrmann           |
| Scuderia Ferrari SpA SEFAC | Ferrari                               | 1, 2, 4, 16, 38            | Phil Hill               |
| Scuderia Ferrari SpA SEFAC | Ferrari                               | 2, 3, 4, 20, 40            | Wolfgang von Trips      |
| Scuderia Ferrari SpA SEFAC | Ferrari                               | 2, 5, 6, 18, 36            | Richie Ginther          |
| Scuderia Ferrari SpA SEFAC | Ferrari                               | 6                          | Willy Mairesse          |
| Scuderia Ferrari SpA SEFAC | Ferrari                               | 8                          | Olivier Gendebien       |
| Scuderia Ferrari SpA SEFAC | Ferrari                               | 8                          | Ricardo Rodriguez       |
| Scuderia Sant Ambroeus     | Ferrari                               | 32, 50, 58                 | Giancarlo Baghetti      |
| Fred Tuck Cars             | Cooper-Climax                         | 30                         | Jack Fairman            |
| Privato                    | Lotus-Climax                          | 18, 27, 40                 | Gerry Ashmore           |
| Gilby Engineering          | Gilby-Climax                          | 54                         | Keith Greene            |
| H&L Motors                 | Cooper-Climax                         | 28, 40, 44, 46, 60         | Jackie Lewis            |
| Privato                    | Cooper-Climax                         | 3                          | Hap Sharp               |
| J Frank Harrison           | Lotus-Climax                          | 26                         | Lloyd Ruby              |
| J Wheeler Autosport        | Lotus-Climax                          | 16                         | Peter Ryan              |
| JBW Cars                   | JBW-Climax                            | 14                         | Brian Naylor            |
| Privato                    | Lotus-Climax                          | 17                         | Jim Hall                |
| John M Wyatt III           | Cooper-Climax                         | 6                          | Roger Penske            |
| Team Lotus                 | Lotus-Climax                          | 6, 15, 16, 30, 32, 38      | Innes Ireland           |
| Team Lotus                 | Lotus-Climax                          | 8, 14, 15, 18, 28, 34, 36  | Jim Clark               |
| Team Lotus                 | Lotus-Climax                          | 16                         | Trevor Taylor           |
| Team Lotus                 | Lotus-Climax                          | 48                         | Willy Mairesse          |
| Louise Bryden-Brown        | Lotus-Climax                          | 33, 50                     | Tony Maggs              |
| Momo Corporation           | Cooper-Climax                         | 60                         | Walt Hansgen            |
| Pescara Racing Team        | Cooper-Maserati                       | 58                         | Renato Pirocchi         |
| Porsche System Engineering | Porsche                               | 2, 6, 8, 10, 11, 18, 44    | Joakim Bonnier          |
| Porsche System Engineering | Porsche                               | 4, 7, 9, 10, 12, 20, 46    | Dan Gurney              |
| Porsche System Engineering | Porsche                               | 6, 11                      | Hans Herrmann           |
| Privato                    | Lotus-Maserati                        | 72                         | Gaetano Starrabba       |
| RRC Walker Racing Team     | Lotus-Climax & Ferguson-Climax        | 7, 14, 20, 26, 28          | Stirling Moss           |
| RRC Walker Racing Team     | Lotus-Climax & Ferguson-Climax        | 26                         | Jack Fairman            |
| Yeoman Credit Racing Team  | Cooper-Climax                         | 12, 18, 22, 24, 34, 40, 42 | John Surtees            |
| Yeoman Credit Racing Team  | Cooper-Climax                         | 19, 36, 40, 42             | Roy Salvadori           |
| Scuderia Centro Sud        | Cooper-Maserati                       | 32, 46, 60, 62             | Lorenzo Bandini         |
| Scuderia Centro Sud        | Cooper-Maserati                       | 62                         | Massimo Natili          |
| Scuderia Colonia           | Lotus-Climax                          | 8, 25, 46                  | Michel May              |
| Scuderia Colonia           | Lotus-Climax                          | 26, 48, 52, 56             | Wolfgang Seidel         |
| Scuderia Serenissima       | Cooper-Maserati                       | 20, 26, 32, 42, 48         | Maurice Trintignant     |
| Scuderia Serenissima       | De Tomaso-Osca & De Tomaso-Alfa Romeo | 34                         | Giorgio Scarlatti       |
| Scuderia Serenissima       | De Tomaso-Osca & De Tomaso-Alfa Romeo | 50                         | Nino Vaccarella         |
| Scuderia Settecolli        | De Tomaso-Osca                        | 52                         | Roberto Lippi           |
| Privato                    | Lotus-Climax                          | 16, 38                     | Tim Parnell             |
| Privato                    | Lotus-Climax                          | 37, 42, 48                 | Tony Marsh              |

## Riassunto della stagione

### Gran Premio di Monaco

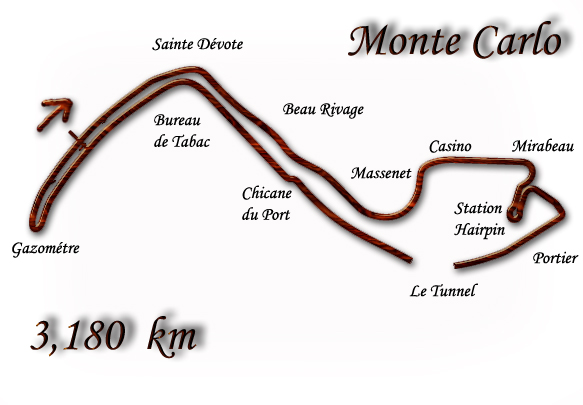
Il circuito cittadino di Montecarlo

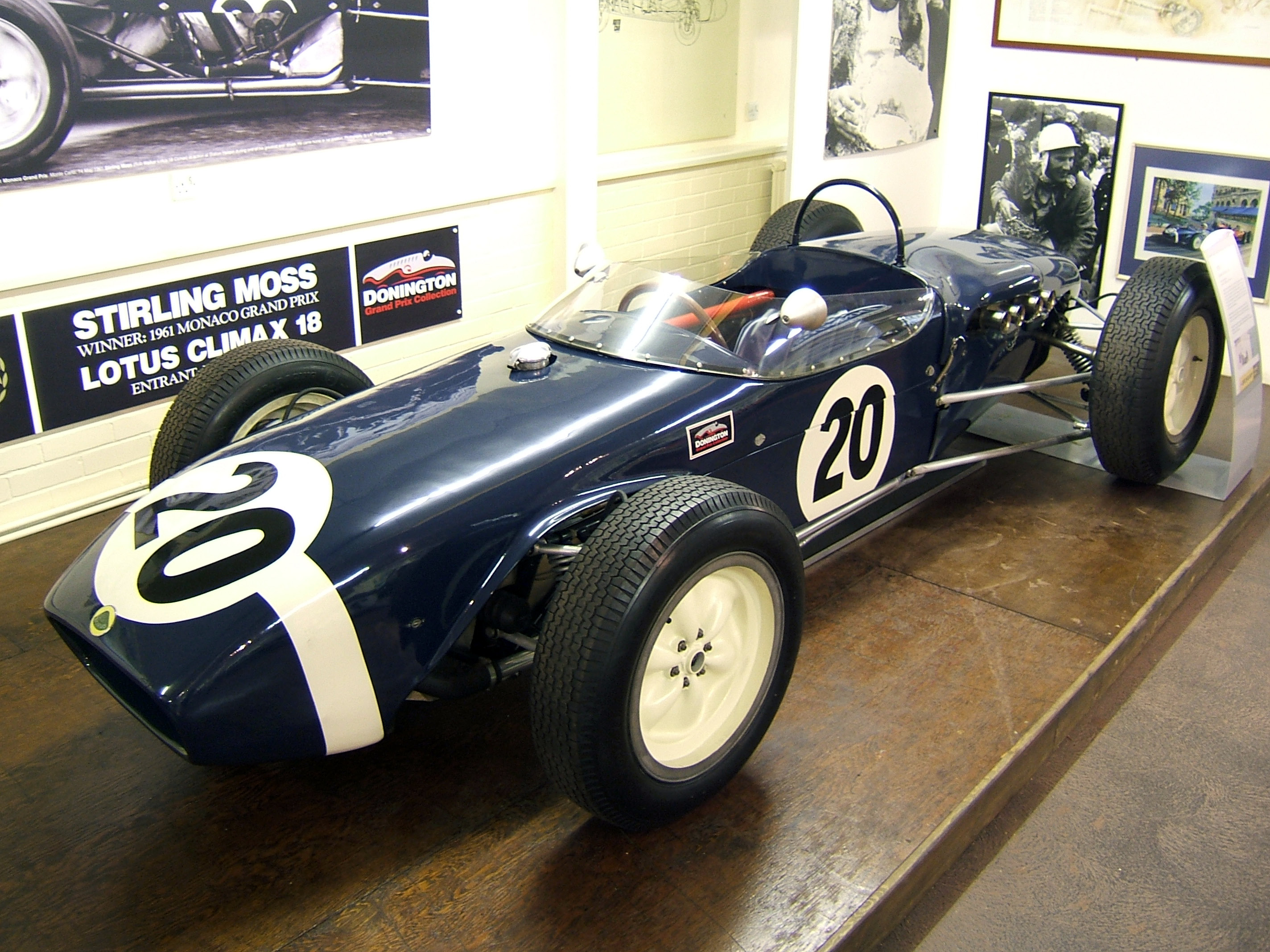
La Lotus 18 con la quale Stirling Moss vinse il Gran Premio di Monaco 1961

Ordine d'arrivo
1. Stirling Moss (Lotus-Climax)
2. Richie Ginther (Ferrari)
3. Phil Hill (Ferrari)
4. Wolfgang von Trips (Ferrari)
5. Dan Gurney (Porsche)
6. Bruce McLaren (Cooper-Climax)

### Gran Premio d'Olanda

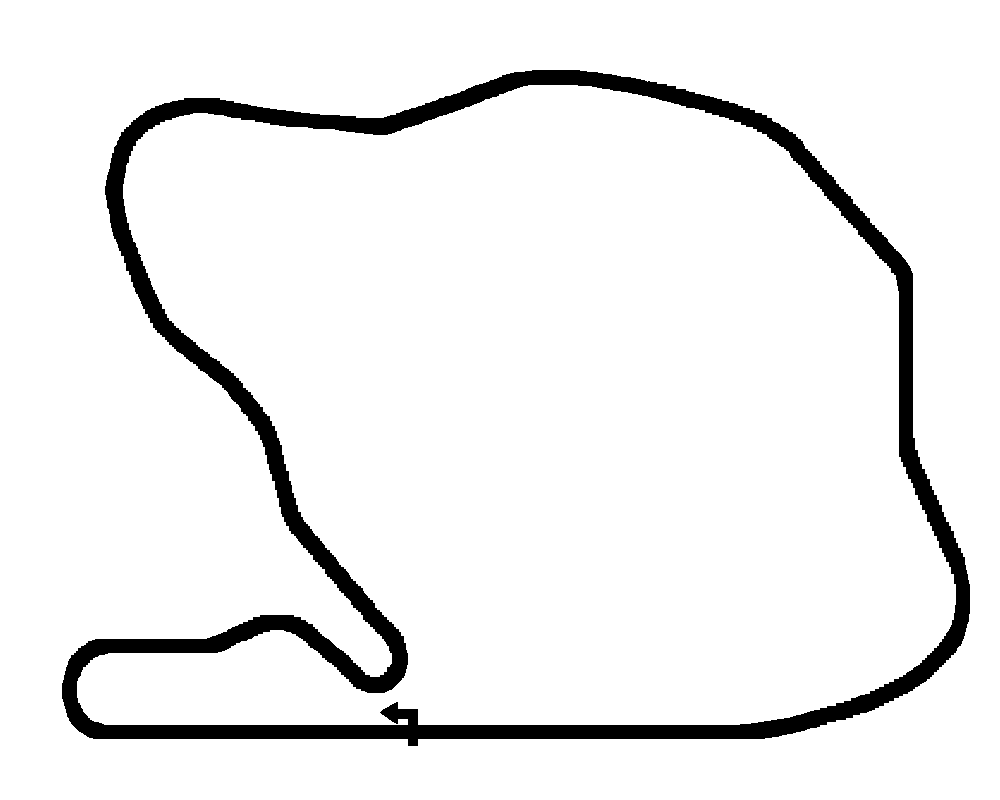
Il circuito di Zandvoort

Ordine d'arrivo
1. Wolfgang von Trips (Ferrari)
2. Phil Hill (Ferrari)
3. Jim Clark (Lotus-Climax)
4. Stirling Moss (Cooper-Climax)
5. Richie Ginther (Ferrari)
6. Jack Brabham (Cooper-Climax)

### Gran Premio del Belgio

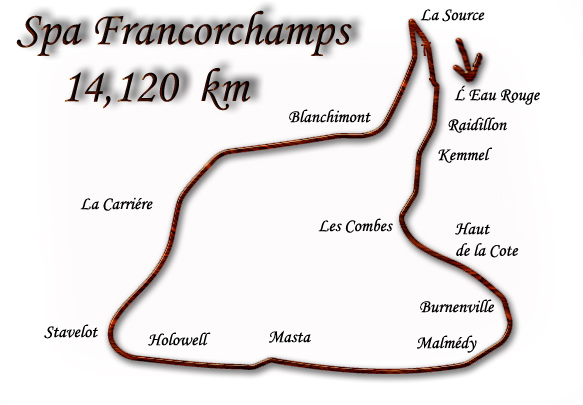
Il vecchio tracciato di Spa

Ordine d'arrivo
1. Phil Hill (Ferrari)
2. Wolfgang von Trips (Ferrari)
3. Richie Ginther (Ferrari)
4. Olivier Gendebien (Ferrari)
5. John Surtees (Cooper-Climax)
6. Dan Gurney (Porsche)

### Gran Premio di Francia

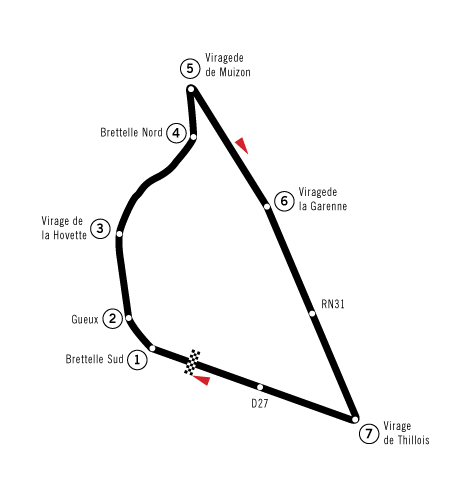
Il circuito di Reims

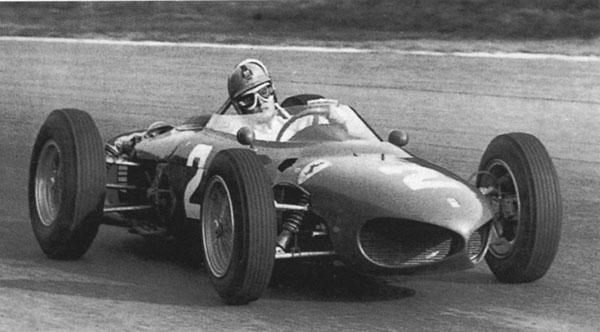
La Ferrari 156 F1 di Giancarlo Baghetti

Ordine d'arrivo
1. Giancarlo Baghetti (Ferrari)
2. Dan Gurney (Porsche)
3. Jim Clark (Lotus-Climax)
4. Innes Ireland (Lotus-Climax)
5. Bruce McLaren (Cooper-Climax)
6. Graham Hill (BRM-Climax)

### Gran Premio di Gran Bretagna

Il circuito di Aintree

Ordine d'arrivo
1. Wolfgang von Trips (Ferrari)
2. Phil Hill (Ferrari)
3. Richie Ginther (Ferrari)
4. Jack Brabham (Cooper-Climax)
5. Jo Bonnier (Porsche)
6. Roy Salvadori (Cooper-Climax)

### Gran Premio di Germania

Nürburgring - Nordschleife

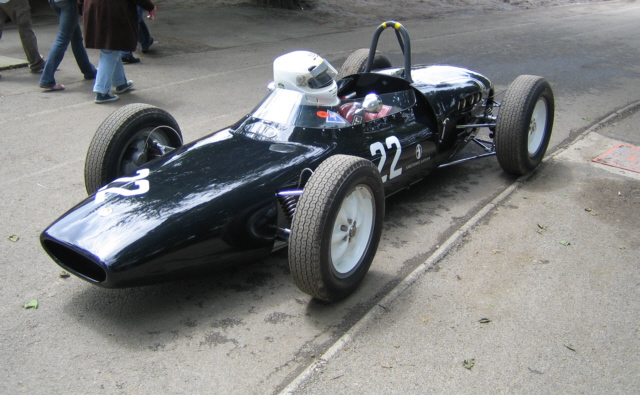
La Lotus 18/21

Ordine d'arrivo
1. Stirling Moss (Lotus-Climax)
2. Wolfgang von Trips (Ferrari)
3. Phil Hill (Ferrari)
4. Jim Clark (Lotus-Climax)
5. John Surtees (Cooper-Climax)
6. Bruce McLaren (Cooper-Climax)

### Gran Premio d'Italia

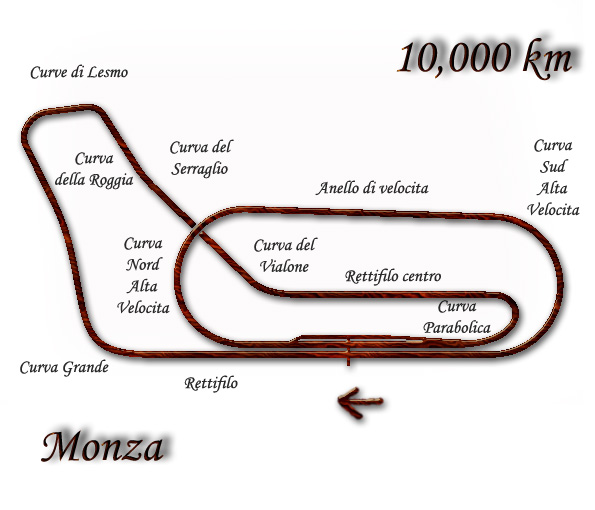
Autodromo Nazionale Monza

Ordine d'arrivo
1. Phil Hill (Ferrari)
2. Dan Gurney (Porsche)
3. Bruce McLaren (Cooper-Climax)
4. Jackie Lewis (Cooper-Maserati)
5. Tony Brooks (BRM-Climax)
6. Roy Salvadori (Cooper-Climax)

### Gran Premio degli Stati Uniti

Watkins Glen International nella configurazione originale, ancora usata nel 1961

Ordine d'arrivo
1. Innes Ireland (Lotus-Climax)
2. Dan Gurney (Porsche)
3. Tony Brooks (BRM-Climax)
4. Bruce McLaren (Cooper-Climax)
5. Graham Hill (BRM-Climax)
6. Jo Bonnier (Porsche)

## Risultati

### Gran Premi
| Rd. | Gran Premio                   | Data         | Circuito          | Pole position      | Giro veloce        | Pilota vincitore   | Team vincitore | Resoconto |
| --- | ----------------------------- | ------------ | ----------------- | ------------------ | ------------------ | ------------------ | -------------- | --------- |
| 1   | Gran Premio di Monaco         | 14 maggio    | Montecarlo        | Stirling Moss      | Stirling Moss      | Stirling Moss      | Lotus-Climax   | Resoconto |
| 2   | Gran Premio d'Olanda          | 22 maggio    | Zandvoort         | Phil Hill          | Jim Clark          | Wolfgang von Trips | Ferrari        | Resoconto |
| 3   | Gran Premio del Belgio        | 18 giugno    | Spa-Francorchamps | Phil Hill          | Richie Ginther     | Phil Hill          | Ferrari        | Resoconto |
| 4   | Gran Premio di Francia        | 2 luglio     | Reims             | Phil Hill          | Phil Hill          | Giancarlo Baghetti | Ferrari        | Resoconto |
| 5   | Gran Premio di Gran Bretagna  | 15 luglio    | Aintree           | Phil Hill          | Tony Brooks        | Wolfgang von Trips | Ferrari        | Resoconto |
| 6   | Gran Premio di Germania       | 6 agosto     | Nürburgring       | Phil Hill          | Phil Hill          | Stirling Moss      | Lotus-Climax   | Resoconto |
| 7   | Gran Premio d'Italia          | 10 settembre | Monza             | Wolfgang von Trips | Giancarlo Baghetti | Phil Hill          | Ferrari        | Resoconto |
| 8   | Gran Premio degli Stati Uniti | 8 ottobre    | Watkins Glen      | Jack Brabham       | Jack Brabham       | Innes Ireland      | Lotus-Climax   | Resoconto |

## Classifiche

### Classifica Piloti
Il sistema di punteggio prevedeva l'attribuzione ai primi sei classificati rispettivamente di 9, 6, 4, 3, 2 e un punto. Per la classifica finale valevano i migliori cinque risultati; nella colonna Punti sono indicati i punti effettivamente validi per il campionato, tra parentesi i punti totali conquistati.
| Pos. | Pilota                  |     |    |     |     |     |     |     |     | Punti   |
| ---- | ----------------------- | --- | -- | --- | --- | --- | --- | --- | --- | ------- |
| 1    | Phil Hill               | 3   | 2  | 1   | 9   | 2   | 3   | 1   |     | 34 (38) |
| 2    | Wolfgang von Trips      | 4   | 1  | 2   | Rit | 1   | 2   | Rit |     | 33      |
| 3    | Stirling Moss           | 1   | 4  | 8   | Rit | Rit | 1   | Rit | Rit | 21      |
| =    | Dan Gurney              | 5   | 10 | 6   | 2   | 7   | 7   | 2   | 2   | 21      |
| 5    | Richie Ginther          | 2   | 5  | 3   | 15  | 3   | 8   | Rit |     | 16      |
| 6    | Innes Ireland           | NP  |    | Rit | 4   | 10  | Rit | Rit | 1   | 12      |
| 7    | Jim Clark               | 10  | 3  | 12  | 3   | Rit | 4   | Rit | 7   | 11      |
| =    | Bruce McLaren           | 6   | 12 | Rit | 5   | 8   | 6   | 3   | 4   | 11      |
| 9    | Giancarlo Baghetti      |     |    |     | 1   | Rit |     | Rit |     | 9       |
| 10   | Tony Brooks             | 13  | 9  | 13  | Rit | 9   | Rit | 5   | 3   | 6       |
| 11   | Jack Brabham            | Rit | 6  | Rit | Rit | 4   | Rit | Rit | Rit | 4       |
| =    | John Surtees            | 11  | 7  | 5   | Rit | Rit | 5   | Rit | Rit | 4       |
| 13   | Jackie Lewis            |     |    | 9   | Rit | Rit | 9   | 4   |     | 3       |
| =    | Olivier Gendebien       | NQ  |    | 4   |     |     |     |     | 11  | 3       |
| =    | Joakim Bonnier          | 12  | 11 | 7   | 7   | 5   | Rit | Rit | 6   | 3       |
| =    | Graham Hill             | Rit | 8  | Rit | 6   | Rit | Rit | Rit | 5   | 3       |
| 17   | Roy Salvadori           |     |    |     | 8   | 6   | 10  | 6   | Rit | 2       |
| –    | Maurice Trintignant     | 7   |    | Rit | 13  |     | Rit | 9   |     | 0       |
| –    | Carel Godin de Beaufort |     | 14 | 11  | Rit | 16  | 14  | 7   |     | 0       |
| –    | Lorenzo Bandini         |     |    | Rit |     | 12  | Rit | 8   |     | 0       |
| –    | Cliff Allison           | 8   |    |     |     |     |     |     |     | 0       |
| –    | Roger Penske            |     |    |     |     |     |     |     | 8   | 0       |
| –    | Hans Herrmann           | 9   | 15 |     |     |     | 13  |     |     | 0       |
| –    | Peter Ryan              |     |    |     |     |     |     |     | 9   | 0       |
| –    | Masten Gregory          | NQ  | NP | 10  | 12  | 11  |     | Rit | Rit | 0       |
| –    | Henry Taylor            | NQ  |    |     | 10  | Rit |     | 11  |     | 0       |
| –    | Tim Parnell             |     |    |     |     | Rit |     | 10  |     | 0       |
| –    | Hap Sharp               |     |    |     |     |     |     |     | 10  | 0       |
| –    | Tony Maggs              |     |    |     |     | 13  | 11  |     |     | 0       |
| –    | Michael May             | Rit |    |     | 11  |     | NP  |     |     | 0       |
| –    | Ian Burgess             |     | NP | NP  | 14  | 14  | 12  |     |     | 0       |
| –    | Renato Pirocchi         |     |    |     |     |     |     | 12  |     | 0       |
| –    | Trevor Taylor           |     | 13 |     |     |     |     |     |     | 0       |
| –    | Tony Marsh              |     |    | NP  |     | Rit | 15  |     |     | 0       |
| –    | Keith Greene            |     |    |     |     | 15  |     |     |     | 0       |
| –    | Gerry Ashmore           |     |    |     |     | Rit | 16  | Rit |     | 0       |
| –    | Wolfgang Seidel         |     |    | NP  |     | 17  | Rit | Rit |     | 0       |
| –    | Lucien Bianchi          | NQ  |    | Rit | Rit | Rit |     |     |     | 0       |
| –    | Willy Mairesse          |     |    | Rit | Rit |     | Rit |     |     | 0       |
| –    | Jack Fairman            |     |    |     |     | SQ  |     | Rit |     | 0       |
| –    | Bernard Collomb         |     |    |     | Rit |     | Rit |     |     | 0       |
| –    | Giorgio Scarlatti       |     |    |     | Rit |     |     |     |     | 0       |
| –    | Massimo Natili          |     |    |     |     | Rit |     |     |     | 0       |
| –    | Ricardo Rodríguez       |     |    |     |     |     |     | Rit |     | 0       |
| –    | Gaetano Starrabba       |     |    |     |     |     |     | Rit |     | 0       |
| –    | Nino Vaccarella         |     |    |     |     |     |     | Rit |     | 0       |
| –    | Roberto Bussinello      |     |    |     |     |     |     | Rit |     | 0       |
| –    | Brian Naylor            |     |    |     |     |     |     | Rit |     | 0       |
| –    | Roberto Lippi           |     |    |     |     |     |     | Rit |     | 0       |
| –    | Jim Hall                |     |    |     |     |     |     |     | Rit | 0       |
| –    | Lloyd Ruby              |     |    |     |     |     |     |     | Rit | 0       |
| –    | Walt Hansgen            |     |    |     |     |     |     |     | Rit | 0       |
| –    | André Pilette           |     |    |     |     |     |     | NQ  |     | 0       |
| Pos. | Pilota                  |     |    |     |     |     |     |     |     | Punti   |

| Legenda | 1º posto     | 2º posto | 3º posto    | A punti         | Senza punti/Non class.  | Grassetto – Pole position Corsivo – Giro più veloce |
| Legenda | Squalificato | Ritirato | Non partito | Non qualificato | Solo prove/Terzo pilota | Grassetto – Pole position Corsivo – Giro più veloce |

### Classifica Costruttori
| Pos | Costruttore          | Punti   |
| --- | -------------------- | ------- |
| 1   | Ferrari              | 40 (52) |
| 2   | Lotus-Climax         | 32      |
| 3   | Porsche              | 22 (23) |
| 4   | Cooper-Climax        | 14 (18) |
| 5   | BRM-Climax           | 7       |
| 6   | Ferguson-Climax      | 0       |
| 7   | Lotus-Maserati       | 0       |
| 8   | Emeryson-Maserati    | 0       |
| 9   | De Tomaso-Osca       | 0       |
| 10  | De Tomaso-Alfa Romeo | 0       |
| 11  | Cooper-Maserati      | 0       |
| 12  | Gilby-Climax         | 0       |
| 13  | JBW-Climax           | 0       |

- Punti assegnati: 1° 8 pti - 2° 6 pti - 3° 4 pti - 4° 3 pti - 5° 2 pti - 6° 1 pti.
- Nel conteggio punti per il campionato valgono solo i migliori 5 risultati. Solo la prima automobile classificata segna punti. Nella colonna Punti sono indicati i quelli effettivamente validi per il campionato, tra parentesi i punti totali conquistati.